# Dmitrijus Bernatavičius
Dmitrijus Bernatavičius (russisch Дмитрий Антанасович Бернатавичюс/Dmitri Anastassowitsch Bernatawitschjus; * 11. Oktober 1974 in Omsk, Russische SFSR) ist ein ehemaliger litauischer Eishockeyspieler, der in seiner aktiven Zeit von 1993 bis 2009 unter anderem für Molot-Prikamje Perm in der russischen Superliga gespielt hat. 

## Karriere
Dmitrijus Bernatavičius begann seine Karriere als Eishockeyspieler in seiner Heimatstadt beim HK Awangard Omsk, für den er in der Saison 1993/94 sein Debüt in der Internationalen Hockey-Liga gab. Anschließend spielte der Flügelspieler sechs Jahre lang für deren Ligarivalen Molot-Prikamje Perm, mit dem er ab der Saison 1996/97 in der neu gegründeten russischen Superliga, ehe er ebenfalls sechs Jahre lang von 2000 bis 2006 für Energija Kemerowo in der Wysschaja Liga, der zweithöchsten russischen Spielklasse, auf dem Eis stand. Die Saison 2006/07 begann der Flügelspieler erneut in Kemerowo, beendet sie jedoch bei seinem Ex-Club aus Perm, der in der Zwischenzeit in die zweite Liga abgestiegen war. Nachdem der Litauer die Saison 2007/08 in der Wysschaja Liga beim kasachischen Club Barys Astana und erneut Molot-Prikamje Perm begonnen hatte, wurde er im Laufe der Spielzeit von deren Ligarivalen Sputnik Nischni Tagil verpflichtet, für den eineinhalb Jahre lang spielte, ehe er 2009 im Alter von 34 Jahren seine Karriere beendete.

### International
Für Litauen nahm Bernatavičius an den C-Weltmeisterschaften 2002 und 2004 sowie den B-Weltmeisterschaften 2001, 2003, 2005, 2006, 2008 und 2009 teil. Des Weiteren stand er im Aufgebot Litauens bei der Qualifikation zu den Olympischen Winterspielen 2010 in Vancouver.

## Erfolge und Auszeichnungen
- 2002 Aufstieg in die Division I bei der Weltmeisterschaft der Division II
- 2002 Bester Vorlagengeber der Weltmeisterschaft der Division II, Gruppe B
- 2004 Aufstieg in die Division I bei der Weltmeisterschaft der Division II
- 2004 Bester Vorlagengeber der Weltmeisterschaft der Division II, Gruppe B